# Piła V
Piła V (ang. Saw V) – piąta część amerykańskiego filmu z gatunku horror, thriller (gore). Premiera filmu odbyła się 24 października 2008 roku. Ze względu na przesunięcie czasu, film został najpierw wyemitowany w kinach europejskich, a dopiero po godzinie w kinach amerykańskich.

## Zmiany

### Reżyser
W V części zmienił się reżyser. Został nim David Hackl, który w części II, III i IV był scenografem, a także drugim reżyserem. Był to jednocześnie trzeci reżyser-debiutant w serii (wcześniej James Wan (I część), oraz Darren Lynn Bousman (II, III i IV część)).

### Producenci
Zmienili się także producenci – dotychczasowych Marka Burga, Orena Koulesa i nieżyjącego już Gregga Hoffmana zastąpił James Wan (reżyser i scenarzysta I części i scenarzysta III części) razem z Leigh Whannellem (scenarzysta I (w której zagrał także
Adama Faulknera), II i III części).

### Scenarzyści
Scenarzyści czwartej części zachowali swoje posady. Swój udział powtórzyli: Patricka Melton i Marcus Dunstan

## Obsada
- Tobin Bell – John Kramer / Jigsaw
- Costas Mandylor – Mark Hoffman
- Betsy Russell – Jill
- Shawnee Smith – Amanda Young
- Scott Patterson – Peter Strahm
- Julie Benz – Brit
- Greg Bryk – Mallick
- Meagan Good – Luba
- Carlo Rota – Charles
- Laura Gordon – Ashley
- Mark Rolston – Dan Erickson
- Joris Jarsky – Seth
- Mike Butters – Paul
- Brandon McGibbon – Hank
- Tony Nappo – Gus Colyard
- Tim Burd – Obi

## Daty związane z filmem
- 17 marca 2008 – W Toronto rozpoczęto nagrywanie filmu
- 23 października 2008 – Premiera w Australii
- 24 października 2008 – Polska premiera
- 24 października 2008 – Premiera w Wielkiej Brytanii
- 24 października 2008 – Premiera w USA
- 30 października 2008 – Premiera w Nowej Zelandii